# Aleksander Wojciech Mituta
Aleksander Wojciech Mituta (ur. 21 marca 1949, zm. 16 lipca 2015) – polski inżynier, pułkownik rezerwy Wojska Polskiego, doktor nauk technicznych, specjalista w dziedzinie eksploatacji sprzętu technicznego, wieloletni działacz Stowarzyszenia Inżynierów i Techników Mechaników Polskich, w którym pełnił funkcję Prezesa Koła nr 17 "Techniki Wojskowej".

## Życiorys
Ukończył Technikum Mechaniczno-Elektryczne w Koninie, a następnie w 1974 roku Wojskową Akademię Techniczną w Warszawie na Wydziale Mechanicznym. Po studiach rozpoczął służbę wojskową jako wykładowca w Ośrodku Szkolenia Podoficerów i Operatorów Maszyn Inżynieryjnych w Ełku.
W 1976 roku związał się z Wyższą Szkołą Oficerską Inżynierii Wojskowej (WSOIW) we Wrocławiu, gdzie pracował na różnych stanowiskach dydaktycznych i administracyjnych, pełniąc m.in. funkcję Szefa Katedry Eksploatacji Sprzętu Technicznego. Służbę wojskową zakończył jako adiunkt – Kierownik Zakładu Eksploatacji Sprzętu Technicznego (ZEST). W latach 1980-1984 ukończył studia doktoranckie na WAT, uzyskując tytuł doktora nauk technicznych.

## Działalność Naukowa i Techniczna
Aleksander Mituta prowadził działalność naukowo-badawczą, specjalizując się w innowacyjności procesów kształcenia oraz badaniach eksploatacyjnych sprzętu technicznego. Był autorem i współautorem około 50 publikacji, w tym artykułów naukowych, sprawozdań z prac badawczych oraz skryptów dydaktycznych. Wiele z jego prac znalazło zastosowanie w praktyce wojskowej.

## Działalność w SIMP
Po przejściu na emeryturę zaangażował się w działalność Stowarzyszenia Inżynierów i Techników Mechaników Polskich, pełniąc różne funkcje w Kole nr 17 „Techniki Wojskowej”, którego był przewodniczącym. Organizował spotkania koleżeńskie oraz warsztaty techniczne w różnych miejscowościach Dolnego Śląska, aktywnie uczestniczył w inicjatywach SIMP na rzecz integracji środowiska inżynierskiego.

## Odznaczenia
- Krzyż Zasługi – za działalność i osiągnięcia na polu służby publicznej oraz wkład w rozwój techniczny i edukację,
- Medal "Siły Zbrojne w Służbie Ojczyzny" – za zasługi w obronie i służbie dla kraju,
- Brązowa Honorowa Odznaka SIMP (2008).